# Зевксіппа (мати Пріама)
Зевксіппа (дав.-гр. Ζευξίππη, ім'я означає «та, що запрягає коней») — персонажка давньогрецької міфології, мати царя Трої Пріама. Відома тільки зі схолії до Гомерової «Іліади» давньогрецького поета Алкмана.